# Dicycla sulphurea
Dicycla sulphurea är en fjärilsart som beskrevs av Otto Staudinger 1901. Dicycla sulphurea ingår i släktet Dicycla och familjen nattflyn. Inga underarter finns listade i Catalogue of Life.